# West Coast Choppers
West Coast Choppers – amerykańskie przedsiębiorstwo produkujące motocykle w stylu chopper.
West Coast Choppers zostało założone w 1992 roku przez Jesse Jamesa w garażu przyjaciół. Swoje przedsiębiorstwo udało mu się zbudować od zera, dzięki swojej pasji i właściwemu podejściu. Obecnie zyski przedsiębiorstwa są szacowane na około 6 milionów dolarów rocznie.
Jesse James zbudował motocykle dla takich gwiazd jak: Kid Rock, Shaq O’Neal i Keanu Reeves.